# 亨利·索尔特

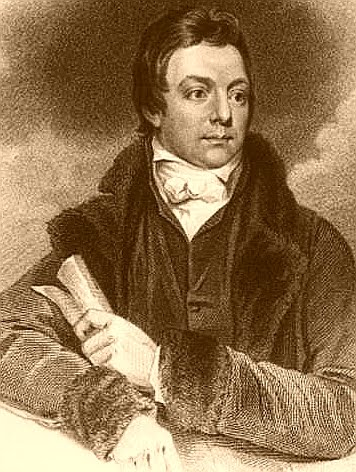
约翰·詹姆斯·霍尔斯绘制的亨利·萨尔特肖像，约1815年

亨利·索尔特（1780年6月14日—1827年10月30日）是一位英国艺术家、旅行家、文物收藏家、外交官和埃及学家。

## 生平

### 早期生活
1780年6月14日，索尔特出生于利奇菲尔德，他是医生托马斯·索尔特（Thomas Salt）和爱丽丝·巴特（Alice Butt）的儿子，也是夫妻两人八个孩子中最小的一个。小索尔特先在利奇菲尔德、马基特博斯沃思上学，然后前往伯明翰，并由他的兄弟约翰·巴特·索尔特 (John Butt Salt) 教育他。索尔特很早就对肖像画产生了兴趣。在利奇菲尔德期间，他和水彩画家约翰·格洛弗 (John Glover)学习画画，1789年，他前往伦敦，首先师从约瑟夫·法林顿，后来又师从约翰·霍普纳。一段时间后，由于未能在绘画事业上取得更大的成绩，他放弃了肖像画。

### 早期旅行经历
在托马斯·西蒙·巴特的推荐下，索尔特在英国贵族瓦伦蒂亚子爵乔治·安斯利那里找到了一个职位，开始担任他的秘书和绘图员。1802年6月，他们乘坐英国东印度公司的包船密涅瓦号，经开普殖民地前往印度，开始了东方之旅。这一路上，索尔特考察了好望角、印度和红海地区。索尔特不仅仅是穿上可靠的帮手，还为他们在航行中遇到的地点和场景作画以供记录，瓦伦蒂亚称索尔特为“秘书绘图员”。1805年，瓦伦蒂亚派遣索尔特前往埃塞俄比亚（欧洲人常将这一地区称为阿比西尼亚）并代表英国与提格雷王子沃尔德·塞拉西会面，以求与埃塞俄比亚建立贸易关系。经过这次访问，索尔特赢得了沃尔德·塞拉西的尊重。1806年10月26日，索尔特启程返回英国，在经过埃及时，他结识了时任奥斯曼帝国埃及总督的穆罕默德·阿里帕夏。在1809年出版的《瓦伦蒂亚的印度航海与游记》中，使用了索尔特此次旅行中的画作。在索尔特逝世后，所有图纸的原件以及铜板均由瓦伦蒂亚保留。版画的版式和风格与英国画家托马斯·丹尼尔和威廉·丹尼尔的作品《东方风景》相似。
1809年，索尔特带着英国政府的任命返回埃塞俄比亚，以发展与埃塞俄比亚皇帝埃格瓦勒·塞永的贸易和外交关系。在索尔特抵达埃塞尔比亚后，由于此时政局动荡，他无法与国王会面，因此他前往沃尔德·塞拉西处寄宿。这次旅途中，索尔特还承担了一项副业，即验证和矫正苏格兰旅行者詹姆斯·布鲁斯多年前报告的有关该地区的信息。1811年，索尔特带着大量动植物标本回到英国，其中最引人注目的是一种以前不为英格兰人所知的小羚羊。索尔特于1814年出版了《阿比西尼亚之旅，并于1809年和1810年在英国政府的命令下深入该国内陆，内容涉及该国的文化、地理、习俗和文化》，他在书中记录了埃塞俄比亚的文化、地理、民俗及地形。除此之外，他还出版了画集《圣赫勒拿岛、开普敦、印度、锡兰、阿比西尼亚和埃及的二十四景》 。后来他返回了国内，并继续与埃塞俄比亚军阀萨巴加迪斯保持友谊。

### 驻埃及总领事

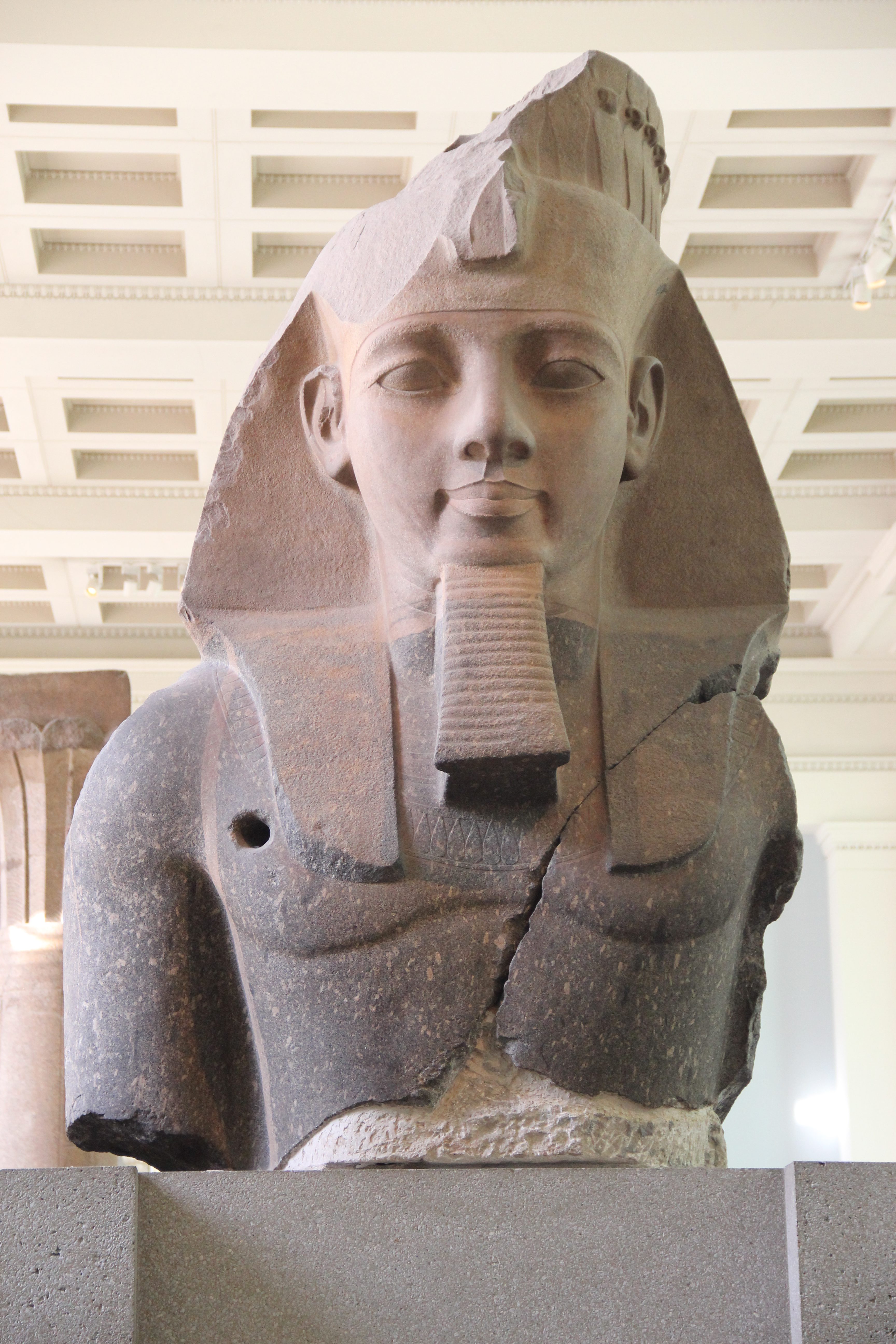
贝尔佐尼帮助索尔特将这尊拉美西斯二世雕像从卢克索运往开罗，这尊雕像后来成为了大英博物馆的著名埃及藏品

索尔特的著作和有关探险的细节，为他在英国政府中赢得了崇高声誉。1815年，当埃及总领事的职位空缺时，索尔特被瓦伦蒂亚勋爵推荐担任该职位。1816年，索尔特抵达亚历山大，并随后前往开罗，他将在那里担任领事。在开罗定居后，他开始帮助大英博物馆保护和搜集文物。为了成功地做到这一点，他认为首先必须与此时的埃及统治者穆罕默德·阿里帕夏保持良好关系。索尔特作为中间人，代表英国政府和阿里帕夏之间斡旋，就有关贸易和领土权利的协议进行谈判，从而赢得了阿里的好感。阿里为索尔特提供了城中的一处好住所和宫廷中的一席之地，以换取他在谈判中的帮助。索尔特还赞助了底比斯和阿布辛贝的考古发掘工作，并亲自对吉萨金字塔和狮身人面像进行了重要的考古研究，这为他赢得了让-弗朗索瓦·商博良对其解读象形文字能力的赞扬。1825年，索尔特自费出版了《关于杨博士和商博良先生的象形文字系统的论文，以及可以用来破译古埃及和古埃塞俄比亚国王名字的额外发现》。
此外，在担任总领事期间，索尔特致力于在埃及收集文物，但在这个过程中受到了意大利人贝纳迪诺·德罗维蒂的百般阻挠。德罗维蒂曾担任法国驻埃及总督，但此时的他已被免职，因而有时间亲自督导埃及各地古物的搜寻工作。相比于索尔特，德罗维蒂对埃及有更深入的了解，且已经在埃及居住多年，同时他与阿里帕夏的关系也很密切。但面对这位颇具优势的竞争对手，索尔特并不气馁，他采用了与竞争对手相同的手段，使得他周围都是不知疲倦的文物代理人。到达开罗的那一年，他有幸结识了意大利探险家乔瓦尼·巴蒂斯塔·贝尔佐尼和乔瓦尼·达萨纳西（即希腊人雅尼），贝尔佐尼很快便成为他的主要代理人，而雅尼从1817年便在底比斯地区为索尔特工作，并一直持续到了1827年。多亏了这些得力干将，索尔特在到达开罗的短短两年内就开始出售他搜集的文物。

### 逝世
1827年10月30日，索尔特在埃及迪斯沃克去世，享年47岁。他被埋葬在亚历山大，这是他担任总领事的地方。他收集的画作、论文和文物至今仍由大英博物馆收藏。
1849年，一种来自也门和沙特阿拉伯的开花植物属植物Saltia，以亨利·索尔特的姓氏命名。

## 对埃及学的工作和贡献

### 收藏
索尔特的第一批收藏包含他在1816年至1818年间获得的文物。当这一批文物运往英国并由相关专家评估时，专家认为这批藏品的价值可以达到8000英镑，不过当时的市价应该要低得多。记录显示，这批藏品最终于1823年2月售出。英国建筑师约翰·索恩爵士以2000英镑买下了塞提一世的石棺，这个石棺后来成为了约翰·索恩爵士博物馆的主要藏品。除石棺外的剩余文物则被大英博物馆以同样的价格买下。

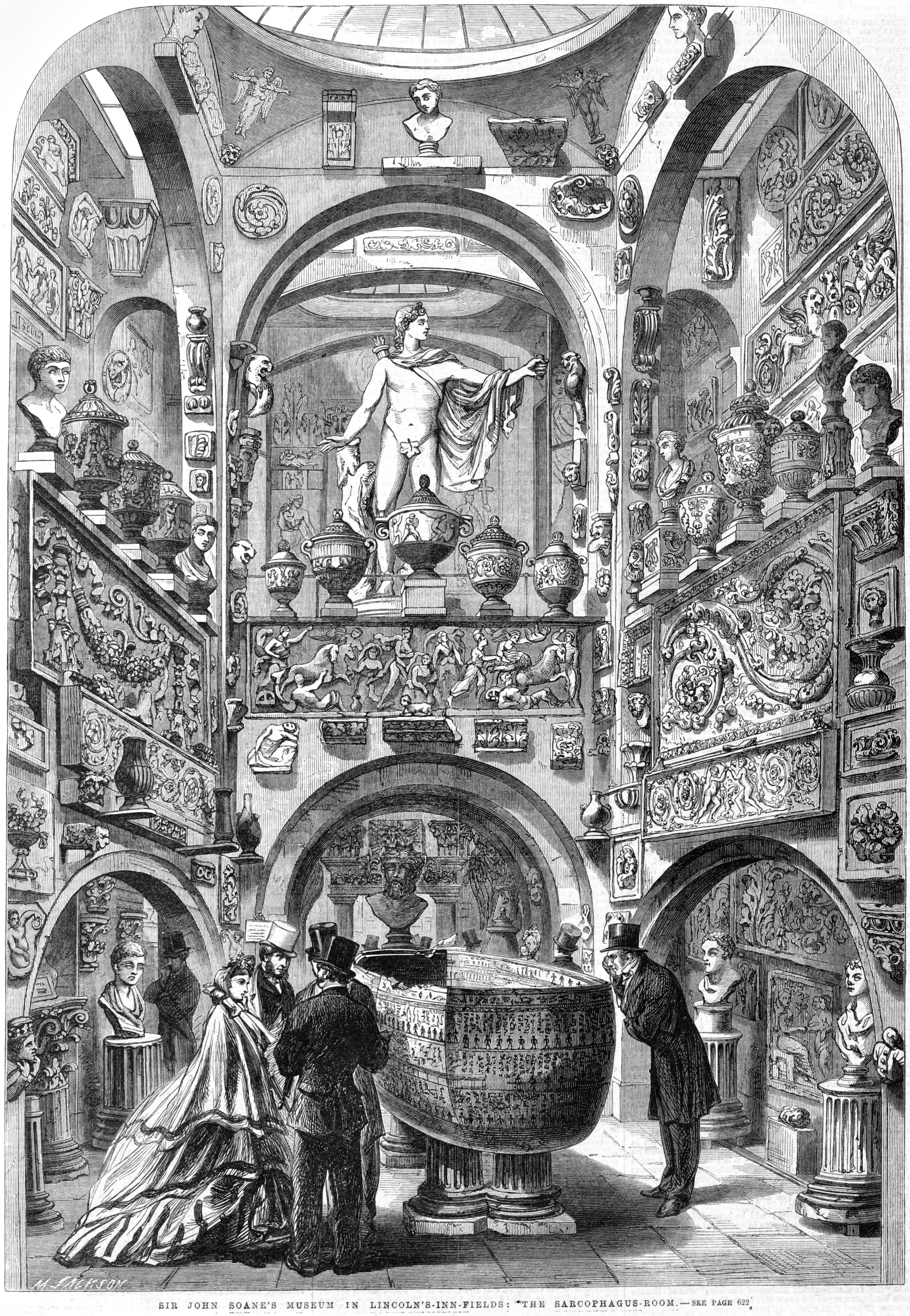
约翰·索恩博士博物馆的塞提一世石棺

在完成他的第一批收藏之后，索尔特开始着手搜集他的第二批收藏。第二批收藏包含了他在1819年至1824年间收集的文物。索尔特希望将这批文物卖给大英博物馆，以获得他作为领事每年600英镑退休金，但最终大英博物馆认为价格过高而拒绝。尽管英国人担心价格，但法国皇室还是想买下这批藏品并在卢浮宫展出，他们于1826年斥资10,000英镑购买了这批藏品，著名的塔尼斯大狮身人面像便是其中之一。

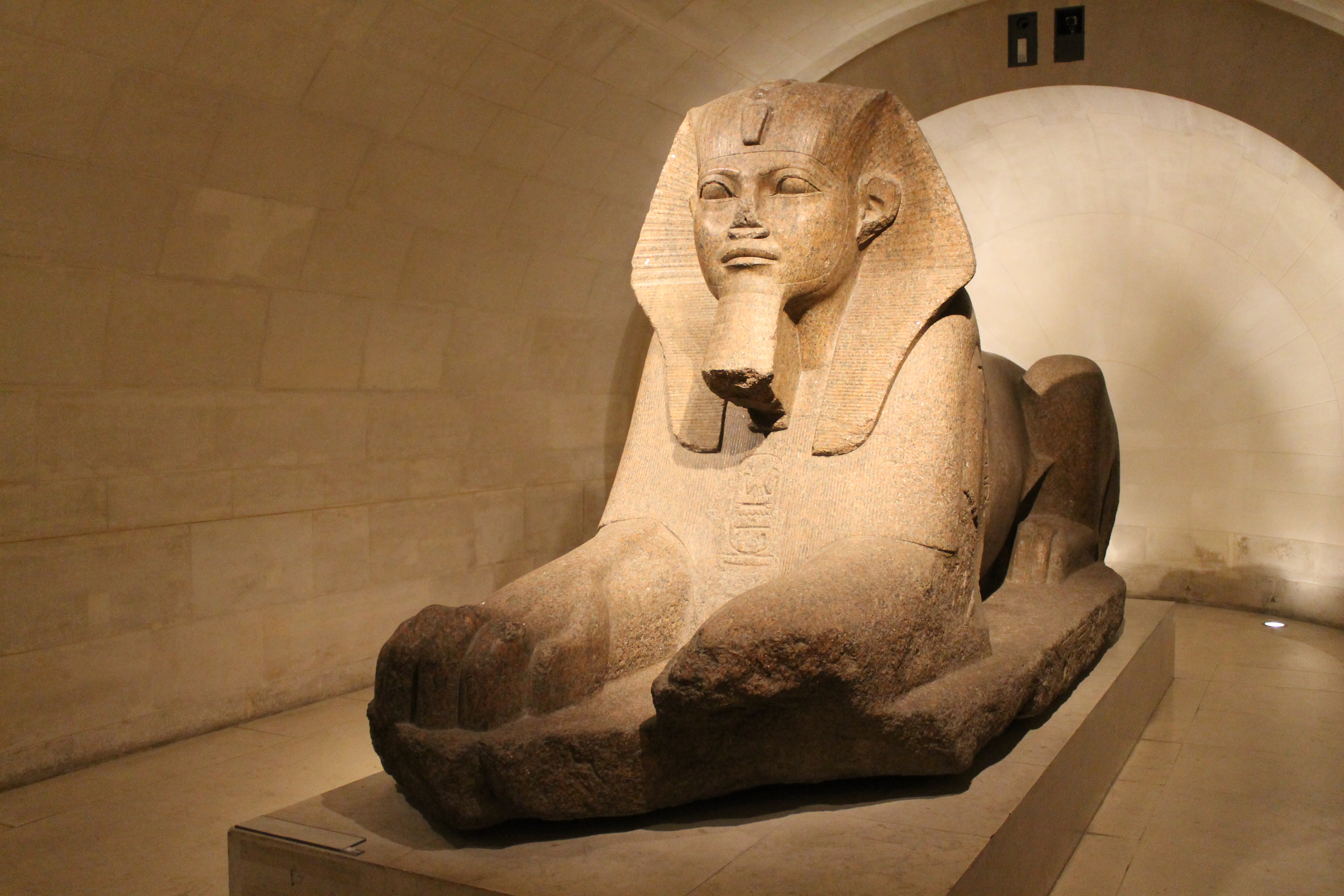
现藏于卢浮宫的塔尼斯大狮身人面像

索尔特用余生整理了他的第三批收藏，其中包括他从1825年到1827年去世期间收集的文物。这些藏品在他去世多年后被他的代理人以超过 7000英镑的价格卖给了大英博物馆

### 收藏中的著名文物
- 拉美西斯二世雕像[3]
- 塞提一世石棺[3]
- 图特摩斯三世的头和手臂[3]
- 霍尼吉提夫的木乃伊[來源請求]
- 拉美西斯三世石棺[來源請求]
- 阿蒙霍特普三世的头部和支撑左臂[3]
- 阿蒙霍特普三世的石灰石雕像的头部和上躯干[3]
- 阿蒙霍特普三世的花岗岩坐像[3]
- 阿蒙霍特普三世的花岗岩雕像，该雕像已被修复[3]

## 在流行文化中
罗伯特·波特尔在2005年BBC出品的纪录片《埃及》中饰演亨利·索尔特。

## 作品

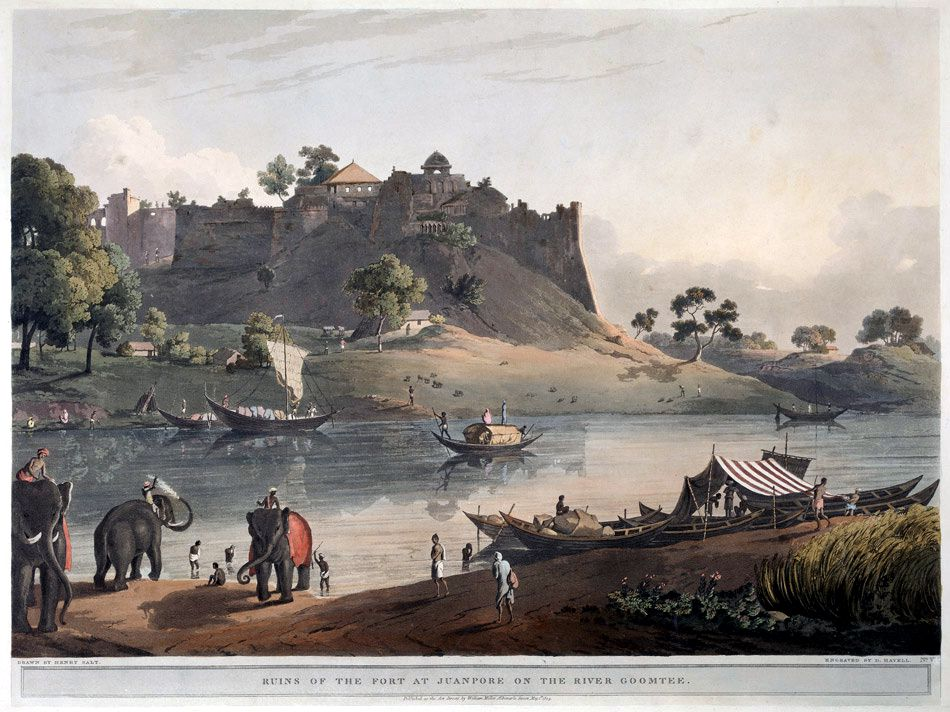
"Ruins of the Fort at Juanpore on the river Goomtee"
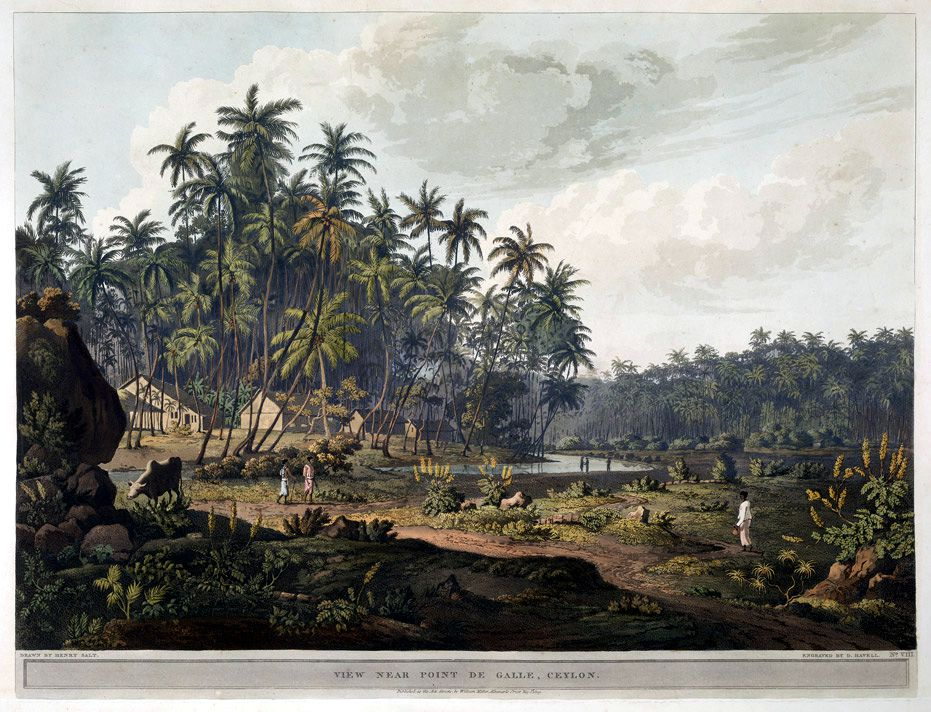
"View near Point de Galle, Ceylon"
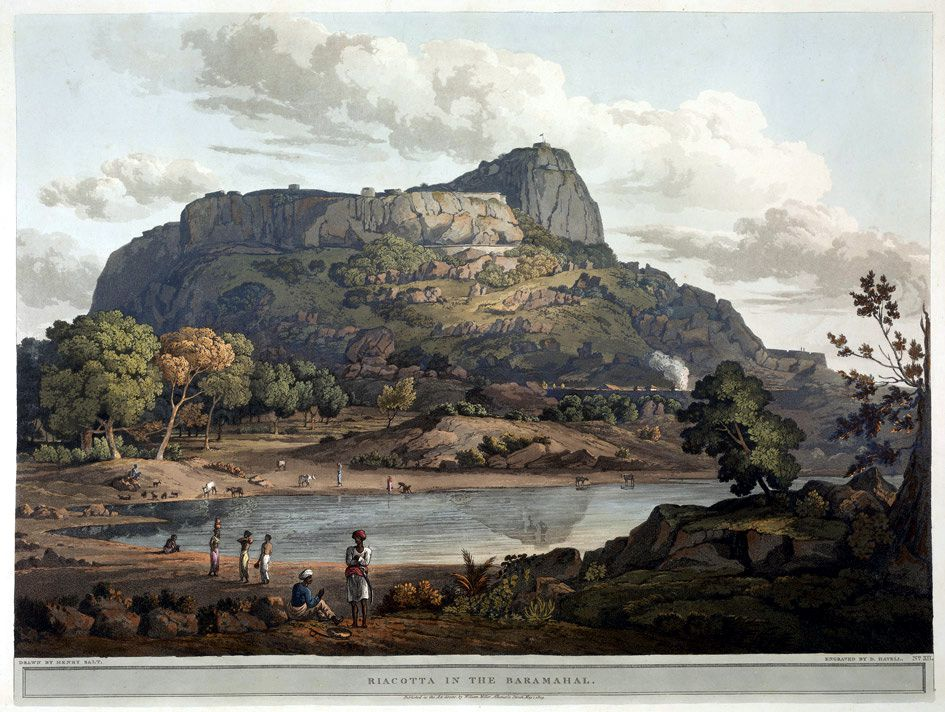
"Riacotta in the Baramahal"

## 其他相关
- 埃及古物学家列表

## 一般参考资料
- Philosophy of Science Portal （页面存档备份，存于）
- An excellent account of Salt and his trials and tribulations collecting antiquities in Egypt is in Maya Jasanoff, Edge of Empire: Conquest and Collecting in the East, 1750-1850, Knopf, 2005
- Manley, Deborah; Rée, Peta. . London: Libri. 2001. ISBN 978-1-901965-04-9. OCLC 48506350.
- Goldschmidt, Arthur. . Boulder, CO: Lynne Rienner Publishers. 2000: 180. ISBN 978-1-55587-229-8. OCLC 52401049.
- . British Museum.   [26 June 2009]. （原始内容存档于2017-10-23）.